# جاك هيل (سياسي)
جاك هيل هو سياسي أمريكي، ولد في 15 يوليو 1944 في ريدسفيل في الولايات المتحدة، وتوفي في 6 أبريل 2020. نشط حزبياً في الحزب الجمهوري. وقد انتخب عضو مجلس ولاية جورجيا ‏.